# فین‌دام
ویندم (به هلندی: Veendam) یک شهر و سکونتگاه مسکونی در هلند است که در گرونینگن واقع شده‌است.

## خصوصیات
ویندم ۲ متر بالاتر از سطح دریا واقع شده‌است.